# Radamanto
Radamanto (em grego:  Ῥαδάμανθυς, transl.: Rhadámanthys) é um dos juízes dos mortos na mitologia grega. Filho de Zeus e Europa, irmão de Minos e Sarpedão. Foi adotado por Astério, rei de Creta, quando este se casou com Europa. É atribuída a ele a organização do código de leis cretense, que serviu de modelo a várias cidades gregas. Expulso de Creta por seu irmão Minos, que tinha ciúme de sua popularidade, fugiu para a Beócia, onde se casou com Alcmena, viúva de Anfitrião. Teve com ela dois filhos, Gortis e Eritro.
Era conhecido por sua sabedoria e justiça. Por causa de sua integridade, ao morrer tornou-se um dos juízes do Hades, juntamente com seu irmão Minos e Éaco. Segundo Platão, supunha-se que Radamanto julgava as almas vindas da Ásia, enquanto Éaco fazia o mesmo com as ocidentais, tendo Minos o voto decisivo.
Radamanto é descrito como "loiro" por Homero na "Odisséia".  Estrabão se refere a ele como "o loiro Radamanto". 

## Árvore Genealógica
|  |  |  |  |  |  |  |  |  |  |  |  |  |  | Hera | Hera | Hera | Hera | Hera      | Hera      |           |           | Zeus      | Zeus      | Zeus | Zeus | Zeus     | Zeus     |          |          | Alcmena  | Alcmena  | Alcmena | Alcmena | Alcmena | Alcmena |        |        |        |        |  |  | Radamanto | Radamanto | Radamanto | Radamanto | Radamanto | Radamanto |  |  |  |  |  |  |  |  |  |  |
|  |  |  |  |  |  |  |  |  |  |  |  |  |  | Hera | Hera | Hera | Hera | Hera      | Hera      |           |           | Zeus      | Zeus      | Zeus | Zeus | Zeus     | Zeus     |          |          | Alcmena  | Alcmena  | Alcmena | Alcmena | Alcmena | Alcmena |        |        |        |        |  |  | Radamanto | Radamanto | Radamanto | Radamanto | Radamanto | Radamanto |  |  |  |  |  |  |  |  |  |  |
|  |  |  |  |  |  |  |  |  |  |  |  |  |  |      |      |      |      |           |           |           |           |           |           |      |      |          |          |          |          |          |          |         |         |         |         |        |        |        |        |  |  |           |           |           |           |           |           |  |  |  |  |  |  |  |  |  |  |
|  |  |  |  |  |  |  |  |  |  |  |  |  |  |      |      |      |      |           |           |           |           |           |           |      |      |          |          |          |          |          |          |         |         |         |         |        |        |        |        |  |  |           |           |           |           |           |           |  |  |  |  |  |  |  |  |  |  |
|  |  |  |  |  |  |  |  |  |  |  |  |  |  |      |      |      |      | Hebe      | Hebe      | Hebe      | Hebe      | Hebe      | Hebe      |      |      | Héracles | Héracles | Héracles | Héracles | Héracles | Héracles |         |         | Gortis  | Gortis  | Gortis | Gortis | Gortis | Gortis |  |  | Eritro    | Eritro    | Eritro    | Eritro    | Eritro    | Eritro    |  |  |  |  |  |  |  |  |  |  |
|  |  |  |  |  |  |  |  |  |  |  |  |  |  |      |      |      |      | Hebe      | Hebe      | Hebe      | Hebe      | Hebe      | Hebe      |      |      | Héracles | Héracles | Héracles | Héracles | Héracles | Héracles |         |         | Gortis  | Gortis  | Gortis | Gortis | Gortis | Gortis |  |  | Eritro    | Eritro    | Eritro    | Eritro    | Eritro    | Eritro    |  |  |  |  |  |  |  |  |  |  |
|  |  |  |  |  |  |  |  |  |  |  |  |  |  |      |      |      |      |           |           |           |           |           |           |      |      |          |          |          |          |          |          |         |         |         |         |        |        |        |        |  |  |           |           |           |           |           |           |  |  |  |  |  |  |  |  |  |  |
|  |  |  |  |  |  |  |  |  |  |  |  |  |  |      |      |      |      |           |           |           |           |           |           |      |      |          |          |          |          |          |          |         |         |         |         |        |        |        |        |  |  |           |           |           |           |           |           |  |  |  |  |  |  |  |  |  |  |
|  |  |  |  |  |  |  |  |  |  |  |  |  |  |      |      |      |      | Alexiares | Alexiares | Alexiares | Alexiares | Alexiares | Alexiares |      |      | Anicetos | Anicetos | Anicetos | Anicetos | Anicetos | Anicetos |         |         |         |         |        |        |        |        |  |  |           |           |           |           |           |           |  |  |  |  |  |  |  |  |  |  |

1. ↑  Homero (27 de novembro de 2018). Odisseia. [S.l.]: Ubu Editora LTDA - ME
2. ↑  Deserto, Jorge; Pereira, Susana da Hora Marques (10 de novembro de 2016). Estrabão. Geografia. Livro III: Introdução, tradução do grego e notas. [S.l.]: Imprensa da Universidade de Coimbra / Coimbra University Press